# Owe Midner
Nils Owe Midner, född den 18 juli 1945, är en svensk musikproducent.

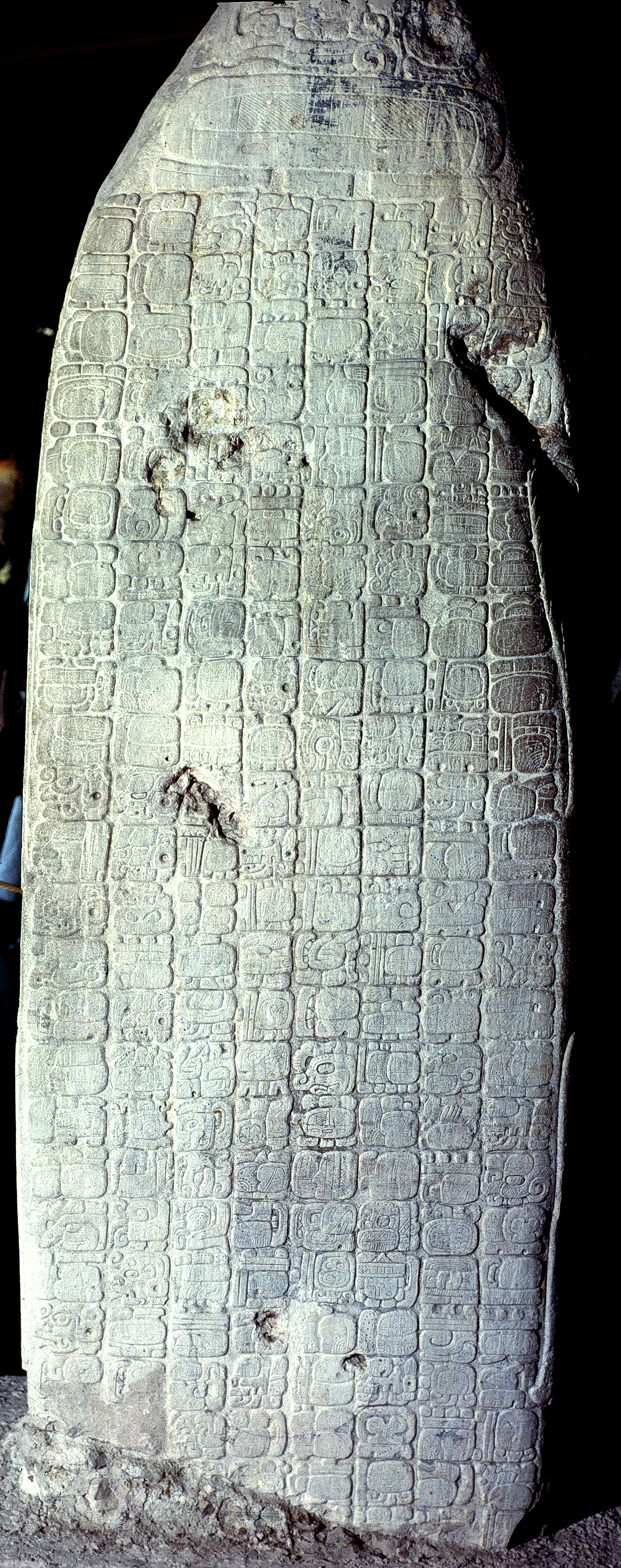
Bakre textsidan av Stele 31, från Tikal.

Owe Midner inledde sin karriär i musikbranschen 1966, då som skivproducent på Cupol. I slutet av 1960-talet blev Midner säljare på bolaget, och hans producentroll togs över av Karl-Gerhard Lundkvist (Little Gerhard). 1975 lockades Midner över till Polygram.
Tillsammans med Hans Larsson startade Midner 1982 skivbolaget Mill Records och senare Rival. Trots att bolagen var relativt små lyckades man nå stora framgångar, bland annat belönades Arvingarna med en Grammis 1992, Louise Hoffsten 1993 och Kikki Danielsson & Roosarna 1994. Midner och Larsson låg också bakom att Carolas återkom till musikbranschen 1990, då hon tävlade i Melodifestivalen med låten Mitt i ett äventyr. Året därpå vann hon både den svenska och internationella tävlingen med Fångad av en stormvind.
Mill Records och Rival såldes 1990 till BMG, där Midner fortsatte att arbeta som ansvarig för A&R fram till 1996 då Midner tillsammans med Gunnar André startade Solna Records.
Owe Midner har också producerat ett antal skivor med Kalle Sändare.
Under tiden på BMG hade Midner drivit den egna etiketten TMC, som 1997 bildade grund för skivbolaget Riverside Records. Sedan dess har Midner varit verksam i Riverside. Bolaget är mest känt för sina återutgivningar med The Spotnicks samt en rad samlingsskivor med rariteter med svenska rockartister och dansband från 1950- och 1960-talet, men även nyproduktioner med visor, pop och barnskivor.

## Kompositör
Owe Midner är också upphovsman till en lång rad låtar. Han har skrivit musik till bland andra Schytts, Cedermarks, Telstars, Spotnicks och Towe Widerbergs. Ett urval kompositioner:
- Aldrig någonsin försent
- Allt som du önskar dig
- Allt som jag gör blir fel
- Allt är förbi
- Att ta avsked är svårt
- Balladen om Per Karlsson
- Bla Bla Diddly
- Broken Engagement
- Den svenska sommaren
- Det var så länge sen
- Du får inte tro
- Du kan dra dit pepparn växer
- Du och jag
- Där ingen ensam står
- En dans men inte mer
- En kick precis i prick
- En lördagskväll i Folkets park
- Ett ett fyra två i Fagerå
- Ett gammalt ordspråk
- Face
- Farväl och adjö, Margareta
- Här hos dej
- I en rymningssäker cell
- Jag har dej
- Jag kommer hem
- Karin min vän
- Kom till mig
- Kärleksbrev från Luxemburg
- Lolita
- Madeleine
- Marie-Louise
- Midnight Blue
- Min drömprinsessa
- Minnena finns

Nej, jag kan knappast tro du menar det
- När Tom Nordbloms spelar opp
- Ord jag aldrig förut sagt
- Rosalinda från Santa Maria
- Som alla de små dyraste presenter
- Tänk att va sjutton år
- Waiting For A Train